# Samsung Galaxy A24
El Samsung Galaxy A24 es un teléfono inteligente basado en Android diseñado, desarrollado y comercializado por Samsung Electronics como parte de su serie Galaxy A. Este teléfono fue anunciado el 19 de abril de 2023.

## Diseño

Galaxy A24 en color negro.

Galaxy A24 en colores negro, rojo oscuro, verde lima, y plateado.

El teléfono presenta un diseño muy similar parecido a varios Galaxy A lanzados anteriormente, utiliza la misma pantalla y una configuración de cámara muy similar. Cuenta con un frente de vidrio, una parte posterior de plástico y un marco de plástico. Viene en color negro, rojo oscuro, plateado y verde. Cuenta con 3 cámaras con flash en la parte trasera, y una cámara frontal en forma de gota de agua en la parte superior de la pantalla. Tiene dimensiones de 162.1 x 77.6 mm con grosor de 8.3 mm, y pesa 195 gramos. En la parte inferior se encuentra el conector USB-C, el altavoz, el micrófono y el conector de audio de 3,5 mm. El segundo micrófono está colocado en la parte superior. Cuenta con una ranura para 2 tarjetas SIM y una tarjeta de memoria de almacenamiento microSD de hasta 1 TB. A la derecha están los botones de volumen y el botón de encendido, que a su vez es el sensor de huellas dactilares. 

## Especificaciones

### Software
En su lanzamiento, salió con One UI 5, y Android 13, recibe 4 años de actualizaciones Android y 5 años de parches de seguridad.

### Hadware
Tiene las siguientes especificaciones de hardware: 
Pantalla:
Tamaño: 6.5 pulgadas
Tipo: Super AMOLED
Resolución: 1080 x 2340 píxeles (FHD+)
Tasa de refresco: 90 Hz
Brillo máximo: 1000 nits
Procesador y Memoria:
Chipset: MediaTek Helio G99 (6 nm)
CPU: 8 núcleos (2x Cortex-A76 a 2.2 GHz y 6x Cortex-A55 a 2.0 GHz)
GPU: Mali-G57 MC2
RAM: 4 GB, 6 GB o 8 GB
Almacenamiento: 128 GB o 256 GB (ampliable con microSD hasta 1 TB)
Cámaras:
Cámara trasera:
Principal: 50 MP (f/1.8, OIS)
Ultra gran angular: 5 MP (f/2.2)
Macro: 2 MP (f/2.4)
Video: 1080p a 30 fps
Cámara frontal:
Selfie: 13 MP (f/2.2)
Video: 1080p a 30 fps
Batería y Carga:
Capacidad: 5000 mAh
Carga rápida: 25 W
Conectividad y Otros:

Redes: 4G LTE
Wi-Fi: Wi-Fi 5 (802.11ac)
Bluetooth: 5.3
NFC: Sí (según la región)
Puertos: USB-C, jack de 3.5 mm para audífonos
Lector de huellas: Lateral (en el botón de encendido)
Altavoces: Mono